# Ядерне паливо

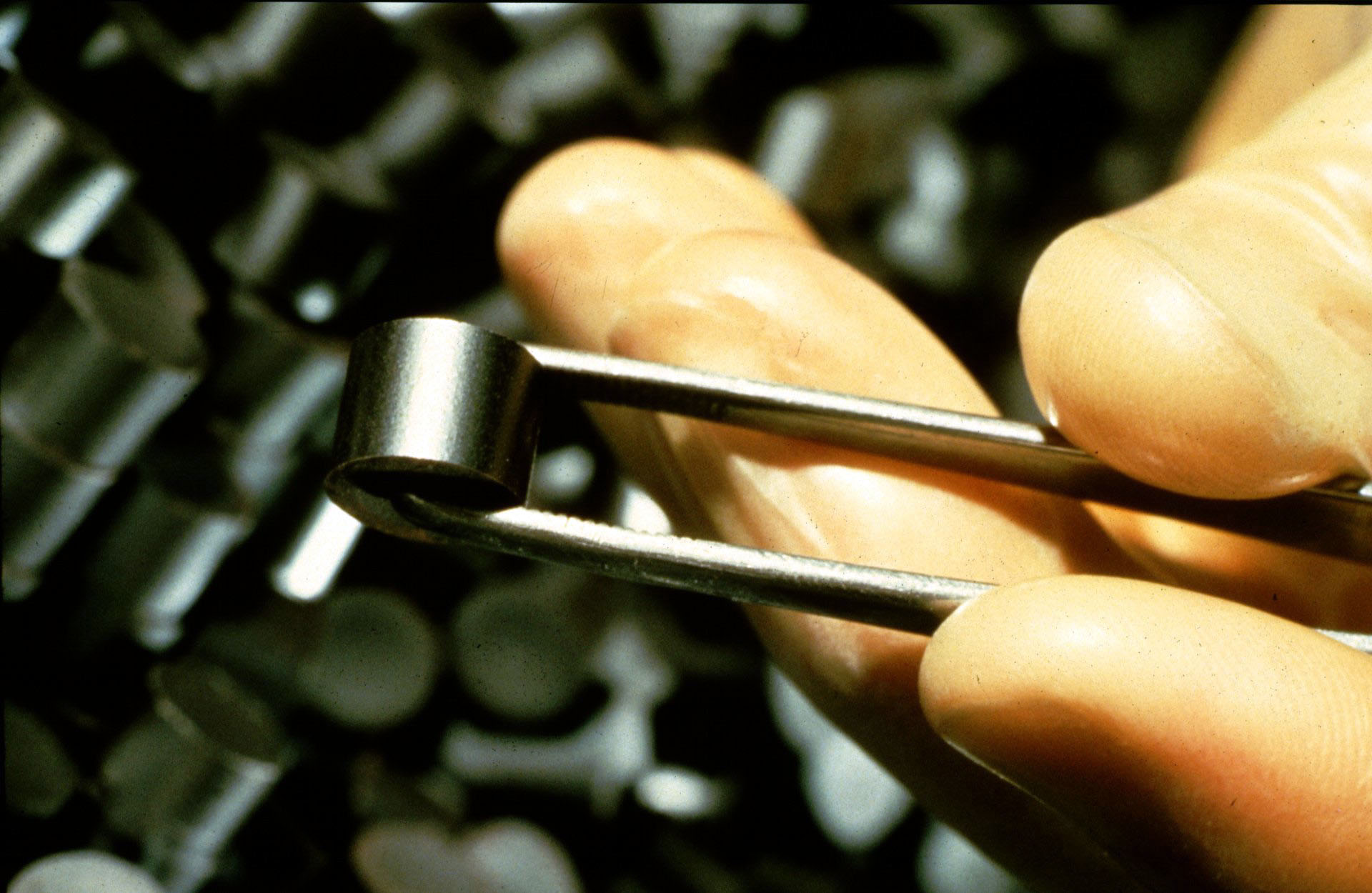
Гранула ядерного палива

Я́дерне па́ливо — речовина, яка використовується в ядерних реакторах для здійснення ланцюгової ядерної реакції поділу.
МАГАТЕ надає щодо терміну «ядерне паливо» наступні визначення:
- Ядерне паливо (англ. nuclear fuel) — ядерний матеріал, що спроможний до ядерного поділу, у вигляді спеціально виготовлених елементів, призначених для завантаження в активну зону реактора цивільної атомної електростанції або дослідницького реактора. Звичайно, це суміш речовин, які містять здатні до поділу ядра, напр., Pu-239, U-233.

- Свіже паливо (англ. fresh fuel) — нове паливо або неопромінене паливо, включаючи паливо, виготовлене із спроможних до ділення (тих, що діляться) матеріалів, які отримано шляхом переробки раніше опроміненого палива.
- Відпрацьоване паливо (англ. spent fuel):

1) ядерне паливо, що видалено з реактору після опромінювання, яке більш не придатне для використання в даній формі внаслідок збіднення матеріалу, що ділиться, накопичення поглинача (нейтронів) або радіаційних пошкоджень;
2) ядерне паливо, опромінене в активній зоні реактора та остаточно з неї вилучене.

## Загальна інформація
Серед непоновлюваних джерел енергії ядерна є «наймолодшою». Її використання було почато в 50-ті роки XX століття, однак уже зараз вона відіграє істотну роль у забезпеченні електроенергією провідних країн світу. В електроенергетиці України генеруюча потужність атомних електростанцій (АЕС) становить 24,5 %. В критичні зимові періоди на частку АЕС припадає понад 40 % електроенергії, яка виробляється в Україні. Частка виробленої електроенергії АЕС у загальному обсязі отриманої енергії склала в Україні: 1990 р. — 24,5 %; 1991 р. — 27,1 %; 1992 р. — 28,4 %; 1993 р. — 32,9 %; 1994 р. — 34,2 %. У 1997 році загальне споживання первинних ресурсів в Україні, включаючи атомну і гідроенергетику, а також моторне паливо, склало 209,6 млн т у.п., в тому числі котельно-грубного палива (вугілля, газ, мазут) 161,5 млн т у.п. У Франції понад 75 % електроенергії виробляється на АЕС, у США — 20 %, в Англії і Бельгії — близько 60 %, Фінляндії — 27 %. Запаси порівняно дешевого урану для АЕС на планеті дорівнюють приблизно 4 млн т, і вони можуть бути вичерпані, як і нафта, за 25-30 років. В США працює 103 АЕС, розробляються плани будівництва принаймні 2 АЕС до кінця цього десятиріччя.
У кінці першого десятиріччя XXI ст. світова атомна енергія, яку виробляють понад 30 країн, має добрі перспективи — планується її широкомасштабний розвиток, зокрема побудова від 300 до 600 нових атомних реакторів вже до 2025 року.
Продовжуються дослідження термоядерного синтезу. У 2006 році країни ЄС, США, Японії, Росії та Південної Кореї узгодили будівництво експериментального міжнародного термоядерного реактора (ТЯР) на півдні Франції із закінченням робіт до 2037—2040 років.
В Україні планують виробляти власне ядерне паливо для вітчизняних атомних енергоблоків, а згодом і для експорту до інших країн, зокрема європейських. А саме, на виробничій лінії українського підприємства вироблятимуться тепловидільні збірки ядерних реакторів атомних електростанцій. У 2023 році планується завершити ліцензування і вийти на промислове виробництво хвостовиків, а 2024 року — на промислове виробництво голівок для паливних касет, — про це 16 березня 2023 року заявив міністр енергетики України Герман Галущенко.

## Фізичні основи
Ланцюгова ядерна реакція — реакцією поділу ядра на дві частини, які називаються осколками поділу, з одночасним виділенням декількох (2—3) нейтронів, які, у свою чергу, можуть викликати поділ наступних ядер. Такий поділ відбувається при попаданні нейтрона в ядро атома. Уламки поділу, що утворюються при поділі ядра, мають велику кінетичну енергію. Гальмування уламків поділу в речовині супроводжується виділенням великої кількості тепла. Уламки поділу — це ядра, що утворилися безпосередньо в результаті поділу. Уламки поділу і продукти їх радіоактивного розпаду зазвичай називають продуктами поділу. Ядра, що діляться при поглинанні нейтронів будь-яких енергій, називають ядерним паливом (як правило, це речовини з непарним атомним числом). Існують ядра, які діляться тільки при поглинанні нейтронів з енергією, вищою за деяке порогове значення (як правило, це елементи з парним атомним числом). Такі ядра називають сировинним матеріалом, оскільки при захопленні нейтрона пороговим ядром утворюються ядра ядерного палива. Комбінація ядерного палива і сировинного матеріалу називається ядерним паливом. Нижче приведений розподіл енергії поділу ядра 235U між різними продуктами поділу (у МеВ):
| Кінетична енергія уламків поділу                              | 162  |
| Кінетична енергія нейтронів, що виділяються при поділі        | 5    |
| Енергія γ-випромінювання, що супроводжує захоплення нейтронів | 10   |
| Енергія γ-випромінення продуктів поділу                       | 6    |
| Енергія β-випромінювання продуктів поділу                     | 5    |
| Енергія, що відноситься нейтрино                              | 11   |
| Повна енергія поділу                                          | ~200 |

Природний уран складається з трьох ізотопів: 238U (99,282 %), 235U (0,712 %) і 234U (0,006 %). Він не завжди придатний як ядерне паливо, особливо якщо конструкційні матеріали і сповільнювач інтенсивно поглинають нейтрони. В цьому випадку ядерне паливо готують на основі збагаченого урану. У енергетичних реакторах на теплових нейтронах використовують уран із збагаченням меншим, ніж 10 %, а в реакторах на швидких і проміжних нейтронах збагачення урану перевищує 20 %. Збагачений уран отримують на спеціальних збагачувальних заводах.

## Класифікація
Ядерне паливо поділяється на два види:
1. природне ядерне паливо: ізотоп уран-235;
2. вторинне ядерне паливо, штучно отримувані в ядерному реакторі ізотоп плутоній-239 і ізотоп уран-233.

За хімічним складом ядерне паливо може бути:
- Металевим, включаючи сплави;
- Оксидним (наприклад, UO2);
- Карбідом (наприклад, PuC1-x)
- Нітридним;
- Змішаним (PuO2 + UO2)

## Застосування
Ядерне паливо використовується в ядерних реакторах, де воно зазвичай розташовується у вигляді пігулок розміром в декілька сантиметрів в герметично закритих тепловидільних елементах (ТВЕЛ), які в свою чергу зібрані у тепловидільні збірки (ТВЗ).
До ядерного палива застосовуються високі вимоги по хімічній сумісності з оболонками ТВЕЛів, у нього мають бути достатня температура плавлення і випаровування, хороша теплопровідність, невелике збільшення об'єму при нейтронному опромінюванні, технологічність виробництва.
Металевий уран порівняно рідко використовують як ядерне паливо. Його максимальна температура обмежена 660 °C. При цій температурі відбувається фазовий перехід, в якому змінюється кристалічна структура урану. Фазовий перехід супроводжується збільшенням об'єму урану, що може привести до руйнування оболонки ТВЕЛів. При тривалому опромінюванні в температурному інтервалі 200—500°С уран схильний до радіаційного зростання. Це явище полягає в тому, що опромінений урановий стрижень подовжується. Експериментально спостерігалося збільшення довжини уранового стрижня в півтора рази.
Використання металевого урану, особливо при температурі більше 500 °C, утруднено через його розпухання. Після ділення ядра утворюються два уламки ділення, сумарний об'єм яких більше об'єму атома урану (плутонію). Частина атомів, уламків поділу — є атомами газів (криптону, ксенону та ін.). Атоми газів накопичуються в порах урану і створюють внутрішній тиск, який збільшується з підвищенням температури. За рахунок зміни об'єму атомів в процесі ділення і підвищення внутрішнього тиску газів уран і інші ядерні палива починають розпухати. Під розпуханням розуміють відносну зміну об'єму ядерного палива, пов'язану з діленням ядер.
Розпухання залежить від вигорання і температури ТВЕЛів. Кількість уламків поділу зростає із збільшенням вигорання, а внутрішній тиск газу — із збільшенням вигорання і температури. Розпухання ядерного палива може привести до руйнування оболонки ТВЕЛа. Ядерне паливо менш схильне до розпухання, якщо воно володіє високими механічними властивостями. Металевий уран якраз не належить до таких матеріалів. Тому застосування металевого урану як ядерного палива обмежує вигорання, яке є однією з головних оцінок економіки атомної енергетики.
Радіаційна стійкість і механічні властивості палива поліпшуються після легування урану, в процесі якого в уран додають невелику кількість молібдену, алюмінію і інших металів. Легуючі добавки знижують число нейтронів ділення на одне захоплення нейтрона ядерним палива. Тому легуючі добавки до урану прагнуть вибрати з матеріалів, що слабо поглинають нейтрони.
До доброго ядерного палива відносяться деякі тугоплавкі сполуки урану: оксиди, карбіди і інтерметалічні з'єднання. Найширше застосування отримала кераміка — двоокис урану UO2. Її температура плавлення рівна 2800 °C, щільність — 10,2 т/м³. У двоокису урану немає фазових переходів, вона менш схильна до розпухання, чим сплави урану. Це дозволяє підвищити вигорання до декількох відсотків. Двоокис урану не взаємодіє з цирконієм, ніобієм, неіржавіючою сталлю і іншими матеріалами при високих температурах. Основний недолік кераміки — низька теплопровідність — 4,5 кДж/(м·К), яка обмежує питому потужність реактора по температурі плавлення. Так, максимальна щільність теплового потоку в реакторах ВВЕР на двоокисі урану не перевищує 1,4·103 кВт/м², при цьому максимальна температура в стрижньових ТВЕЛах досягає 2200 °C. Крім того, гаряча кераміка дуже крихка і може розтріскуватися.
Плутоній належить до низкоплавких металів. Його температура плавлення дорівнює 640 °C. У плутонію погані пластичні властивості, тому він майже не піддається механічній обробці. Технологія виготовлення ТВЕЛів ускладнюється ще токсичністю плутонію. Для приготування ядерного палива зазвичай йдуть двоокис плутонію, суміш карбідів плутонію з карбідами урану, сплави плутонію з металами.
Високими теплопровідністю і механічними властивостями володіють дисперсійні палива, в яких дрібні частинки UO2, UC, PuO2 і інших сполук урану і плутонію розміщують гетерогенно в металевій матриці з алюмінію, молібдену, неіржавіючої сталі та ін. Матеріал матриці і визначає радіаційну стійкість і теплопровідність дисперсійного палива. Наприклад, дисперсійне паливо Першої АЕС складалося з частинок сплаву урану з 9 % молібдену, залитих магнієм.

## Отримання

### Уранове паливо
Уранове ядерне паливо отримують переробкою руди. Процес відбувається у декілька етапів:
- Для бідних родовищ: у сучасній промисловості через відсутність багатих уранових руд (винятки становлять канадські родовища незгоди, де концентрація урану доходить до 30 % і австралійських з вмістом урану до 3 %) використовується спосіб підземного вилуження руди. Це виключає дорогий видобуток руди. Попередня підготовка йде безпосередньо під землею. Через закачувальні труби під землю над родовищем закачується сірчана кислота, іноді з додаванням солей тривалентного заліза (для окислення урану U(IV) до U(VI)), хоча руди часто містять залізо і піролюзит, які полегшують окислення. Через відкачувальні труби спеціальними насосами розчин сірчаної кислоти з ураном піднімається на поверхню. Далі він безпосередньо поступає на сорбційне, гідрометалургійне витягання і одночасна концентрування урану.
- Для рудних родовищ: використовують збагачення руди і радіометричне збагачення руди.
- Гідрометалургійна переробка — дроблення, вилуговування, сорбційне або екстракційне витягання урану з отриманням очищеного закису-окислу урану U3O8 або диуранату натрію Na2U2O7 або диуранату амонію.
- Перевод урану з оксиду в тетрафлуорид UF4, або з оксидів безпосередньо для отримання гексафлуориду UF6, який використовується для збагачення урану по ізотопу-235.
- Збагачення методами газової термодифузії або центрифугуванням (Розділення ізотопів) UF6, збагачений по 235 ізотопу переводять в двоокис UO2, з якого виготовляють «пігулки» ТВЕЛів або отримують інші сполуки урану з цією ж метою.

### Торієве паливо
Торій в наш час[коли?], як сировина для виробництва ядерного палива не застосовується з наступних причин:
1. Запаси урану досить великі;
2. Виділення торію з монацитових руд (концентратів) є надзвичайно складним завданням;
3. Утворення 232U, який, у свою чергу, утворює γ-активні ядра 212Bi, 208Te, що утрудняють виробництво ТВЕЛів;
4. Переробка опромінених торієвих ТВЕЛів складніша і дорожча за переробку уранових.

### Плутонієве паливо
Плутонієве ядерне паливо в наш час[коли?] також не застосовується, що пов'язане з його украй складною хімією. За багаторічну історію атомної промисловості неодноразово робилися спроби використання плутонію як у вигляді чистих з'єднань, так і в суміші із сполуками урану, проте успіхом вони не увінчалися. Паливо для АЕС, що містить плутоній, називається MOX-паливо. Застосування його в реакторах ВВЕР недоцільно через зменшення приблизно в 2 рази періоду розгону, на що не розраховані штатні системи управління реактором.

## Регенерація
При роботі ядерного реактора паливо вигоряє не повністю, відбувається процес відтворення окремих ізотопів (Pu). У зв'язку з цим відпрацьовані ТВЕЛи направляють на переробку для регенерації палива і повторного його використання.
В даний час для цих цілей найширше застосовується пюрекс-процес (Plutonium and Uranium Recovery by EXtraction), суть якого така: ТВЕЛи розрізають на частини і розчиняють в азотній кислоті, далі розчин очищають від продуктів ділення і елементів оболонки, виділяють чисті сполуки U і Pu. Потім отриманий діоксид плутонію PuO2 направляють на виготовлення нових сердечників, а уран або на виготовлення сердечників, або на збагачення 235U.
Переробка і регенерація високорадіоактивних речовин — складний і дорогий процес. ТВЕЛи після витягання з реакторів витримують протягом декількох років (зазвичай 3—6) у спеціальних сховищах. Труднощі спричиняє також переробка і поховання відходів, непридатних до регенерації. Вартість усіх цих заходів істотно впливає на економічну ефективність атомних електростанцій.